# Maszuda Kento
Maszuda Kento (増田顕人, angol átírásban Kento Masuda), (Katori, 1973. június 26. –) japán dzsessz/new age zongorista és zeneszerző. 

## Pályafutása
A Knights of the Order of St. Sylvester, valamint a National Academy of Recording Arts and Sciences tagja. 2000-ben saját lemezkiadót alapított.

## Diszkográfia
- 1992 Wheel of Fortune
- 1995 Fouren
- 1998 Myojyow
- 1999 Memories
- 2000 Music Magic
- 2003 Hands
- 2006 GlobeSounds
- 2010 Light Speed+
- 2012 All in the Silence
- 2014 Loved One
- 2021 KENTOVERSE

## Bibliográfia
- Kento Masuda az AllMusic-on. (angolul)